# 가스통 에이스컨스
가스통 프랑수아 마리 에이스컨스 백작(Viscount Gaston François Marie Eyskens, 1905년 4월 1일 ~ 1988년 1월 3일)은 벨기에의 기독교 민주주의 정치인이자 총리였다. 그는 또한 경제학자이자 벨기에 기독교사회당의 당원이기도 하였다.
그는 3회의 벨기에 총리(1949 ~ 50, 1958 ~ 61, 1968 ~ 73)를 지냈다. 자신의 직위 동안에 에이스컨스는 왕실의 의문(1950년), 학교 전쟁(1958년), 벨기에령 콩고의 독립(1960년)과 루뱅 대학교의 갈라짐(1970년)을 포함한 벨기에 안에서 주요 관념적과 언어상의 분쟁들과 맞섰다. 그는 벨기에의 연방화(1970년의 헌법적 개혁)을 향한 첫 단계들을 감시하였다.

## 가족
안트베르펀 주 리르에서 안토니우스 프란시스쿠스 에이스컨스와 마리아 부턴의 아들로 태어났다. 1931년 질베르트 더페터르와 결혼하여 두 아들 마르크와 에릭을 두었으며, 마르크도 또한 1981년 4월 6일부터 12월 17일까지 총리를 지냈다.

## 경력

### 학문 경력
에이스컨스는 루뱅 카톨릭 대학교에서 전공하며 석사와 박사 학위를 취득하였다. 1927년 컬럼비아 대학교에서 과학사를 따고 1931년 루뱅 대학교의 교수가 되었으며, 후에 경제부의 학장이 되었다. 그는 또한 콩고에 있는 로바니움 대학교의 위원회에 지내기도 하였다.
에이스컨스는 컬럼비아 대학교, 쾰른 대학교와 예루살렘 히브리 대학교에 의하여 명예 학위가 만들어졌다.

### 정치 경력

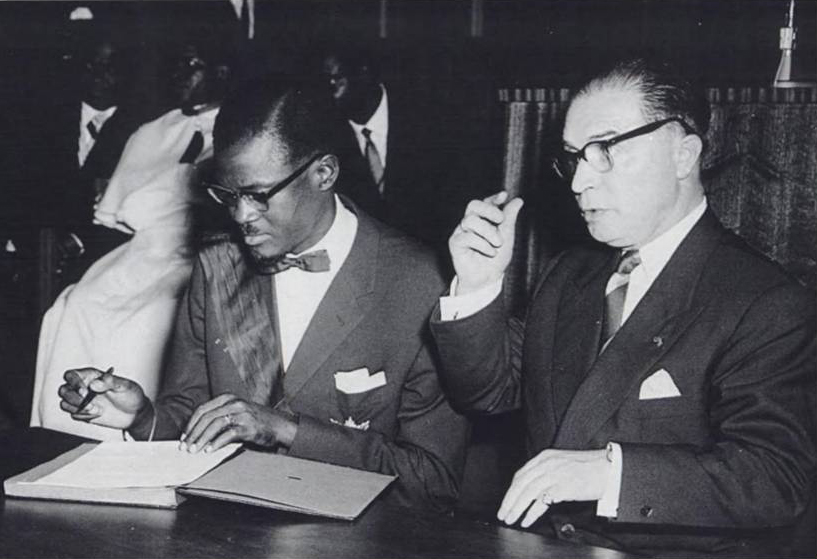
에이스컨스 총리(오른쪽)가 보는 가운데 파트리스 루뭄바 총리가 콩고의 독립 승인에 서명하는 모습 (1960년)

1930년대 초반 동안에 에이스컨스는 기독교사회당 장관들 에드몽 루벤스와 필리프 판 이사커르의 수석 보좌관이었다. 1939년에는 벨기에 하원으로 선출되었고, 1946년, 1949년, 1950년, 1954년, 1958년과 1961년에 꾸준히 재선되어 1965년까지 지냈다.
1945년, 그리고 1947년과 1949년 사이에 그는 재무장관이었다. 1949년 8월 11일 기독교민주당과 자유당의 연정(에이스컨스 1차 내각)에서 벨기에의 총리가 되었다. 그의 내각은 제2차 세계 대전 중에 국왕 레오폴 3세에 의하여 일으켜진 헌법적 위기에 1950년 6월 몰락하였다. 장 뒤비외사르 총리의 짧은 내각(1950년 6월 ~ 8월)에서 에이스컨스는 경제부 장관이었다.
1958년 6월 26일과 11월 6일 사이에 에이스컨스는 연정이 아닌 벨기에의 가장 최근 정부였던 소수적 정부(에이스컨스 2차 내각)를 이끌었다. 11월 6일 에이스컨스는 1960년 9월 30일까지 권력에 남아있던 자유당원들과 연정(에이스컨스 3차 내각)을 형성하였다. 이 정부는 7조 프랑에 의하여 국고의 압력을 모금하여 교육과 군사에서 지출을 삭감하고, 실업 수당과 정부의 연금을 개혁한 단일 정부제의 법률에 몰락하였고 큰 규모의 파업들을 일으켰다. 이 세월 동안에 그는 또한 학교 전쟁과 벨기에령 콩고의 독립과 함께 다루어야 하였다.
1965년 총선에서 에이스컨스는 벨기에 상원에 선출되었고, 1965년과 1971년에도 재선되었다. 피에르 하르멀이 이끈 정부에서 그는 다시 재무장관이 되었다. 학생들의 불안과 플랑드르인의 인구에 차별의 의문들이 1968년 2월 벨기에 정부를 파멸시켰다. 6월 17일 에이스컨스는 자신의 5번째 정부(에이스컨스 5차 내각)를 형성하였는 데 이번에는 기독교민주당과 사회당 사이의 중도좌파 연정을 성립하였다. 1973년 1월 20일 그는 자신의 6번째이자 마지막 정부(에이스컨스 6차 내각)을 형성하였으며 다시 사회당과 연정이었다.
그의 마지막 2개의 정부는 양국어를 쓰는 루뱅 카톨릭 대학교의 갈라짐을 여기는 언어상의 위기들에 의하여 시달렸으며, 루뱅에 머문 네덜란드어 대학과 루뱅라뇌브로 옮긴 프랑스어 대학으로 갈라져 단일 정부제로부터 벨기에를 변화시키는 진행의 시작이 행정 구역의 창조와 함께 연방제로 들어갔다.
자신의 마지막 정부의 몰락으로 에이스컨스는 정계로부터 은퇴하여 82세의 나이로 루뱅에서 사망하였다.
| 전임 폴앙리 스파크 | 벨기에의 총리 1949년 8월 11일 ~ 1950년 6월 8일 | 후임 장 뒤비외사르 |

| 전임 아실 판 아커르 | 벨기에의 총리 1958년 6월 26일 ~ 1961년 4월 25일 | 후임 테오 르페브르 |

| 전임 폴 판던 부이난츠 | 벨기에의 총리 1968년 6월 17일 ~ 1973년 1월 26일 | 후임 에드몽 르뷔르통 |